# Стеклянная улица
Стекля́нная улица — улица в Невском районе Санкт-Петербурга. Проходит от Слободской до Смоляной улицы.

## История
Улица получила наименование 5 марта 1871 года, в связи с тем, что начиналась от Императорского стеклянного завода.

## Достопримечательности
- Сад имени 30-летия Октября
- Финляндский железнодорожный мост
- детский сад № 17